# Juan Arana

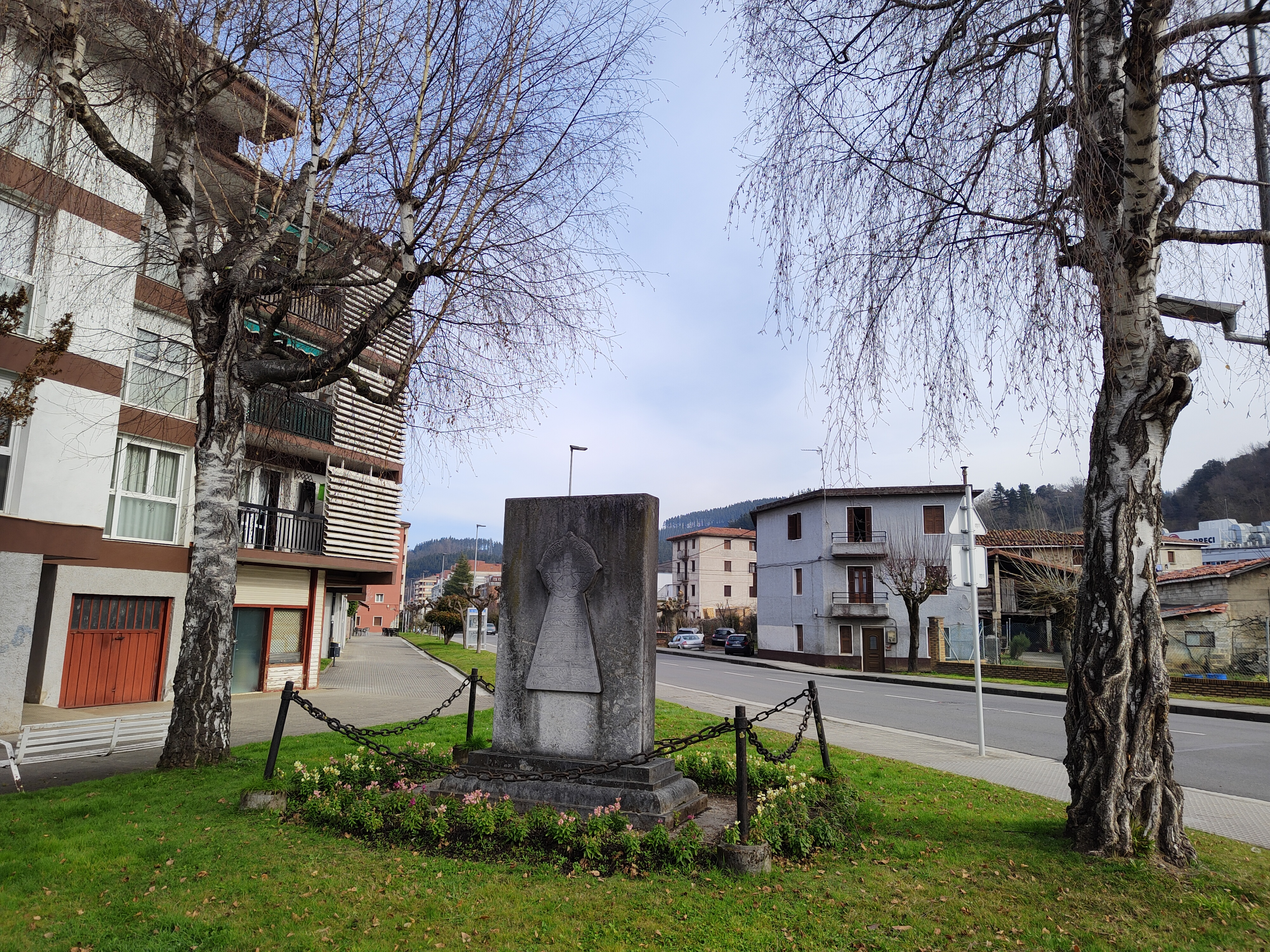
Monument en honor a Loramendi, Aretxabaleta.

Juan Arana Ezpeleta conegut literàriament com a Loramendi i amb el nom de religió de frai Joakin Bedoña (27 de gener de 1907 a Bedoña (a Arrasate), Guipúscoa - 23 de març de 1933 Donostia) va ser un escriptor basc.

## Biografia
Als 13 anys va entrar a estudiar a l'orde religiós del Caputxins a Altsasu va emmalaltir i va morir als 26 anys.
Les seves obres literàries van aparèixer a les revistes basques Zeruko Argia i Yakintza. Els seus companys literaris van ser els escriptors Lizardi, Lauaxeta i Orixe. Els poemes de Loramendi són lírics i sovint de caràcter religiós.

## Obres
- Olerki eta idatzi guztiak (1960, Itxaropena), Obra completa de Juan Arana a cura de Julen Yurre.